# Valdelosa (kommunhuvudort)
Valdelosa är en kommunhuvudort i Spanien.   Den ligger i provinsen Provincia de Salamanca och regionen Kastilien och Leon, i den centrala delen av landet, 190 km väster om huvudstaden Madrid. Valdelosa ligger 842 meter över havet och antalet invånare är 547.
Terrängen runt Valdelosa är platt, och sluttar söderut. Runt Valdelosa är det mycket glesbefolkat, med 5 invånare per kvadratkilometer. Närmaste större samhälle är Calzada de Valdunciel, 11,6 km sydost om Valdelosa. Trakten runt Valdelosa består till största delen av jordbruksmark.